# Martin Limosin
Pour les articles homonymes, voir Limosin.
Martin Limosin ou Martial, est un peintre émailleur français du XVIe siècle, sa date de naissance est inconnue, mort vers 1571.

## Biographie
Associé de son frère Léonard I, il figure avec lui dans tous les actes de la profession et de la propriété. On pense qu'il meure vers 1571, sans aucune précision. Il semble avoir été plus spécialement chargé de l'exécution matérielle des émaux dessinés par Léonard.

Rien ne subsiste de son œuvre, si toutefois il y en eut.

Que l'on sache, il a deux enfants, Léonard II Limosin et une fille marié à François Limosin, membre d'une autre branche Limosin.